# Lijst van communistische partijen in Nederland
Dit is een lijst van communistische partijen en organisaties in Nederland. Het gaat zowel om huidige als voormalige partijen en organisaties.

## Actief
| Naam                                         | Opgericht | Ontstaan uit          | Ideologie                                     |
| -------------------------------------------- | --------- | --------------------- | --------------------------------------------- |
| Socialistische Alternatieve Politiek (SAP)   | 1972      |                       | Trotskisme                                    |
| Groep Marxisten-Leninisten/Rode Morgen (GML) | 1977      | KEN(ml)               | Marxisme-leninisme, Maoïsme, Antirevisionisme |
| Socialistisch Alternatief                    | 1977      |                       | Trotskisme                                    |
| Internationale Socialisten (IS)              | 1988      |                       | Trotskisme                                    |
| Nieuwe Communistische Partij-NCPN (NCPN)     | 1992      |                       | Marxisme-leninisme                            |
| Verenigde Communistische Partij (VCP)        | 1999      |                       | Marxisme-leninisme                            |
| Communistisch Platform                       | 2014      | Socialistische Partij |                                               |
| Revolutionaire Eenheid (RE)                  | 2016      |                       | Marxisme-leninisme, Maoïsme                   |
| Revolutionair Socialistische Partij (RSP)    | 2022      | Socialistische Partij | Revolutionair socialisme                      |
| Communistisch Comité van Nederland (CCN)     | 2023      |                       | Maoïsme                                       |

## Opgeheven
| Naam | Opgericht | Opgeheven | Ontstaan uit                          | Opgegaan in                        | Ideologie                                    |
| --- | --------- | --------- | ------------------------------------- | ---------------------------------- | -------------------------------------------- |
| Communistische Partij van Nederland (CPN), 1909-1918: Sociaal-Democratische Partij (SDP), 1918-1935: Communistische Partij Holland (CPH) | 1909      | 1991      | Sociaal-Democratische Arbeiderspartij | Groen Links                        | Marxisme-leninisme                           |
| Bond van Christen-Socialisten (BCS) | 1907      | 1921      |                                       | Christelijk-Democratische Unie     | Christensocialisme                           |
| Socialistische Partij (SP) | 1918      | 1928      |                                       |                                    | Libertair socialisme                         |
| Bond van Religieuze Anarcho-Communisten (BRAC)                                                                                           | 1920      | 1932      | BCS                                   | Bond van Anarcho-Socialisten       | Christenanarchisme                           |
| Kommunistische Arbeiders-Partij Nederland (KAPN)                                                                                         | 1921      | 1932      | CPH                                   |                                    | Radencommunisme                              |
| Bond van Kommunistische Strijd- en Propagandaclubs (BKSP)                                                                                | 1924      | 1927      | CPH                                   |                                    | Antistalinisme                               |
| Communistische Partij Holland-Centraal Comité (CPH-CC)                                                                                   | 1926      | 1930      | CPH                                   | CPH                                | Marxisme-leninisme                           |
| Groep van Internationale Communisten (GIC)                                                                                               | 1927      | 1940      | CPH                                   |                                    | Radencommunisme                              |
| Revolutionair-Socialistisch Verbond (RSV)                                                                                                | 1928      | 1929      | CPH                                   | RSP                                | Revolutionair socialisme                     |
| Revolutionair-Socialistische Partij (RSP)                                                                                                | 1929      | 1935      | RSV                                   | RSAP                               | Revolutionair socialisme, antistalinisme     |
| Onafhankelijke Socialistische Partij (OSP)                                                                                               | 1932      | 1935      | Sociaal-Democratische Arbeiderspartij | RSAP                               | Revolutionair socialisme, marxisme-leninisme |
| Communistische Partij Oppositie (CPO) | 1933      | 1935      | CPH                                   | VvC                                | Marxisme-leninisme, radencommunisme          |
| Verbond van Communisten (VvC) | 1935      | 1935      | CPO                                   |                                    | Radencommunisme                              |
| Revolutionair-Socialistische Arbeiderspartij (RSAP)                                                                                      | 1935      | 1940      | RSP, OSP                              | MLL-front                          | Revolutionair socialisme, antistalinisme     |
| Marx-Lenin-Luxemburg-front (MLL-front)                                                                                                   | 1940      | 1942      | RSAP                                  | CRM, Spartacus                     | Antistalinisme, trotskisme                   |
| Comité van Revolutionaire Marxisten (CRM)                                                                                                | 1942      | 1945      | MLL-front                             |                                    | Antistalinisme, trotskisme                   |
| Communistenbond Spartacus | 1942      | 1981      | MLL-front                             | Daad en Gedachte                   | Radencommunisme                              |
| Revolutionair Communistische Partij (RCP)                                                                                                | 1945      | 1952      | CRM                                   | Partij van de Arbeid               | Trotskisme                                   |
| Socialistische Werkers Partij (SWP) | 1959      | 1965      | CPN                                   | Pacifistisch Socialistische Partij | Marxisme-leninisme                           |
| Marxistisch-Leninistisch Centrum Nederland (MLCN)                                                                                        | 1965      | 1970      | CPN                                   | KEN(ml)                            | Maoïsme, marxisme-leninisme                  |
| Rode Jeugd | 1967      | 1974      | Rode Vlag                             |                                    | Maoïsme, nihilisme                           |
| Bond van Nederlandse Marxisten-Leninisten (BNML)                                                                                         | 1969      | 1978      | Rode Vlag                             | KAO(ml)                            | Marxisme-leninisme                           |
| Kommunistiese Eenheidsbeweging Nederland (marxisties-leninisties) (KEN(ml))                                                              | 1970      | 1981      | MLCN                                  |                                    | Maoïsme                                      |
| Rode Jeugd-ML | 1971      | 1972      | Rode Jeugd                            | BNML                               | Marxisme-leninisme                           |
| Socialistiese Partij (SP), 1971-1972: Kommunistiese Partij Nederland/Marxisties Leninisties (KPN/ML)                                     | 1971      |           | KEN(ml)                               |                                    | Maoïsme (tot 1986)                           |
| Kommunistische Arbeidersorganisatie (KAO)                                                                                                | 1972      | 1978      | KEN(ml)                               | KAO(ml)                            | Maoïsme, antirevisionisme                    |
| Kommunistische Kring Breda (marxistisch-leninistisch) (KKB(ml))                                                                          | 1972      | 1978      | KEN(ml)                               | KAO(ml)                            | Maoïsme, marxisme-leninisme                  |
| Kommunistiese Arbeiders Organisatie (marxisties-leninisties) (KAO(ml))                                                                   | 1978      | 1990      | KAO                                   |                                    | Maoïsme, antirevisionisme                    |
| Arbeiderspartij van Nederland (opbouworganisatie) (APN(o))                                                                               | 1980      | onbekend  | KAO(ml)                               |                                    | Hoxhaïsme, antirevisionisme                  |
| VCN, Partij van Communisten in Nederland (VCN)                                                                                           | 1984      | 1992      | CPN                                   | NCPN                               | Marxisme-leninisme                           |